# 电渣重熔
电渣重熔（Electro Slag Remelting），也叫电渣铸锭、电渣精炼。

## 原理
是利用电流通过熔渣所产生的热进行金属精炼的方法。被熔炼的金属预先制成电极，在电极与水冷结晶器之间通过电流时，使熔渣产生高温，金属电极按一定速度送入熔渣，在其中逐步熔化、沉积、凝固而成铸锭。熔化过程中，金属溶液被熔渣有效净化。在金属凝固过程中，能造成有利的结晶方向，使铸件的性能有很大提高，主要用于获得國防工業、高技术方面的特殊鋼或合金。